# Athénée Palace Hilton Bucarest
 Athénée Palace
L'Athénée Palace Hilton est un hôtel situé à Bucarest, en Roumanie.
Il est classé au titre des monuments historiques de Roumanie.